# Episodi di Supergirl (quarta stagione)
La quarta stagione della serie televisiva Supergirl, composta da 22 episodi, è stata trasmessa in prima visione assoluta negli Stati Uniti d'America da The CW dal 14 ottobre 2018 al 19 maggio 2019.
In Italia è andata in onda su Premium Action dal 13 marzo al 7 agosto 2019. In chiaro è andata in onda su Italia 1 dall'8 febbraio al 16 maggio 2020: l'episodio 9, in quanto episodio crossover, è stato trasmesso l'8 febbraio 2020 nel day-time, mentre il resto della stagione è stata trasmessa dal 28 marzo al 16 maggio 2020 sempre nel day-time. 
La stagione contiene un crossover con la settima stagione di Arrow e la quinta stagione di The Flash (e non con Legends of Tomorrow rispetto agli altri anni) chiamato Altrimondi. Andato in onda in tre serate il 9, 10 e l'11 dicembre 2018, ha introdotto anche il personaggio Batwoman, ed è stato il nono episodio di tutte le serie, ovvero il finale di metà stagione, al contrario degli altri anni in cui era l'ottavo.
A partire da questa stagione entrano nel cast principale Jesse Rath, Nicole Maines, Sam Witwer ed April Parker Jones; Witwer e Jones, invece, lasceranno la serie in questa stessa stagione.
| n° | Titolo originale                                           | Titolo italiano        | Prima TV USA     | Prima TV Italia |
| -- | ---------------------------------------------------------- | ---------------------- | ---------------- | --------------- |
| 1  | American Alien                                             | Alieno americano       | 14 ottobre 2018  | 13 marzo 2019   |
| 2  | Fallout                                                    | Fallout                | 21 ottobre 2018  | 20 marzo 2019   |
| 3  | Man of Steel                                               | L'uomo d'acciaio       | 28 ottobre 2018  | 27 marzo 2019   |
| 4  | Ahimsa                                                     | Ahimsa                 | 4 novembre 2018  | 3 aprile 2019   |
| 5  | Parasite Lost                                              | Parassita              | 11 novembre 2018 | 10 aprile 2019  |
| 6  | Call to Action                                             | Invito all'azione      | 18 novembre 2018 | 17 aprile 2019  |
| 7  | Rather the Fallen Angel                                    | L'angelo caduto        | 25 novembre 2018 | 24 aprile 2019  |
| 8  | Bunker Hill                                                | Bunker Hill            | 2 dicembre 2018  | 1º maggio 2019  |
| 9  | Elseworlds, Part 3                                         | Altrimondi - III Parte | 11 dicembre 2018 | 8 maggio 2019   |
| 10 | Suspicious Minds                                           | Il progetto Morae      | 20 gennaio 2019  | 15 maggio 2019  |
| 11 | Blood Memory                                               | Memoria di sangue      | 27 gennaio 2019  | 22 maggio 2019  |
| 12 | Menagerie                                                  | Menagerie              | 17 febbraio 2019 | 29 maggio 2019  |
| 13 | What's So Funny About Truth, Justice and the American Way? | Operazione Claymore    | 3 marzo 2019     | 5 giugno 2019   |
| 14 | Stand and Deliver                                          | La forza della volontà | 10 marzo 2019    | 12 giugno 2019  |
| 15 | O Brother, Where Art Thou?                                 | L'uomo del domani      | 17 marzo 2019    | 19 giugno 2019  |
| 16 | The House of L                                             | La casata degli El     | 24 marzo 2019    | 26 giugno 2019  |
| 17 | All About Eve                                              | Eve contro Eve         | 31 marzo 2019    | 3 luglio 2019   |
| 18 | Crime and Punishment                                       | Delitto e castigo      | 21 aprile 2019   | 10 luglio 2019  |
| 19 | American Dreamer                                           | American dreamer       | 28 aprile 2019   | 17 luglio 2019  |
| 20 | Will The Real Miss Tessmacher Please Stand Up?             | Cloni e tradimenti     | 5 maggio 2019    | 24 luglio 2019  |
| 21 | Red Dawn                                                   | Alba rossa             | 12 maggio 2019   | 31 luglio 2019  |
| 22 | The Quest for Peace                                        | La ricerca della pace  | 19 maggio 2019   | 7 agosto 2019   |

## Alieno americano
- Titolo originale: American Alien
- Diretto da: Jesse Warn
- Scritto da: Gabriel Llanas e Aadrita Mukerji

### Trama
Sono passati tre mesi dagli eventi della terza stagione. Kara sembra avere tutto sotto controllo, impegnata nel doppio ruolo di eroina e reporter, e si occupa della formazione di un nuovo acquisto della CatCo, la giovane Nia Nal; nel frattempo, Alex, nuovo direttore del DEO, si dimostra all'altezza del ruolo malgrado qualche incomprensione con Brainiac-5, detto Brainy, che ha preso il posto di Winn al dipartimento. J'onn frequenta un gruppo di sostegno per alieni con problemi d'integrazione: la maggior parte preferisce camuffarsi per sembrare terrestri, ma alcuni si sentono discriminati e vorrebbero potersi mostrare per ciò che sono. Vose, un alieno che lavora in un centro di ricerca, viene aggredito da un uomo e una donna che si dileguano dopo aver rubato un emettitore di impulsi elettromagnetici; J'onn sospetta un crimine d'odio, ma Supergirl ritiene che fosse una semplice rapina. Poco dopo, il locale in cui si riunisce il gruppo di J'onn subisce un attentato: Kara rimane convinta che il sentimento verso gli alieni sia positivo, ma J'onn le fa osservare che la sua esperienza come supereroina non è paragonabile a quella di persone come Vose, che hanno dovuto lottare per farsi accettare e non hanno la possibilità di confondersi tra gli umani come lei. Brainy identifica i ladri, ovvero Otis e Mercy Graves, due fratelli che hanno lavorato per Lex Luthor e successivamente per Cadmus; Supergirl e Lena interrogano dunque Lilian, ora detenuta, che li indirizza ad un magazzino abbandonato. Si scopre così che i Graves vendono armi agli estremisti che odiano gli extraterrestri e intendono compiere un attentato ad un summit presidenziale a cui prenderà parte una delegazione aliena; Kara, a questo punto, è costretta ad accettare la teoria di J'onn e si rende conto che il suo nemico, questa volta, è il razzismo delle stesse persone che si è impegnata a proteggere. Il DEO e il governo si coordinano per garantire la sicurezza durante il summit, ma i Graves, sfruttando il dispositivo rubato, riescono comunque a fare irruzione; Supergirl e Alex risolvono la situazione e Mercy Graves, messa alle strette, ferisce il fratello per costringere Supergirl a soccorrerlo, riuscendo a fuggire. Otis Graves viene così arrestato, ma le cose precipitano quando la notizia che la Marsdin è aliena diviene di pubblico dominio. Lena riesce a far ritirare le accuse contro James, denunciato per intralcio alla giustizia nei panni di Guardian, fornendo in cambio le prove per incastrare un noto affarista, ottenute ingannando Lillian. L'episodio si chiude con la cattura di un'aliena di nome Fiona Byrne da parte di Mercy e un uomo misterioso che si proclama "agente della libertà", e con la scoperta che la sosia di Kara è stata reclutata da una forza militare balcanica.
- Special guest star: Lynda Carter (presidente Olivia Marsdin).
- Guest star: Brenda Strong (Lilian Luthor), Rhona Mitra (Mercy Graves), Robert Baker (Otis Graves), Tiya Sircar (Fiona Byrne), Anthony Konechny (Raymond Jensen), Vincent Gale (dott. Vose), Cardi Wong (Kesse Kay).
- Altri interpreti: Alison Araya (procuratore distrettuale Diaz), Keith Dallas (Al), Daya Harris (donna anziana), Takaya Kelly (ragazzina), Javier Lacroix (curatore), Jaymee Mak (Mackenzie), Sasha Piltsin (soldato), Latonya Williams (madre).

- Ascolti USA: telespettatori 1 520 000[4]

## Fallout
- Titolo originale: Fallout
- Diretto da: Harry Jierjian
- Scritto da: Maria Maggenti e Daniel Beaty

### Trama
La tensione fra umani e alieni è alle stelle, e la presidente Marsdin si dimette per evitare di peggiorare la situazione; nel frattempo, J'onn indaga sulla scomparsa di Fiona Byrne e scopre l'esistenza di una frangia estremista controllata dall'Agente Libertà. Kara, incaricata di scrivere un editoriale su Mercy Graves, indaga sul passato della donna con l'aiuto di Lena, scoprendo che Mercy, un tempo capo della sicurezza della LexCorp, è stata l'amante di Lex nonché buona amica della stessa Lena. Mercy divenne ossessionata dagli alieni in seguito alla comparsa di Superman, evento che la convinse della necessità di potenziare il genere umano per difendersi dalla presenza extraterrestre, che considera una vera e propria invasione; Lena disapprova le azioni di Mercy, ma non nasconde di appoggiarne l'idea di fondo, turbando Kara. Gli induttori che consentono agli alieni di camuffarsi sono prodotti dalla L-Corp e Mercy cerca di disattivarli; Lena blocca l'intrusione, ma l'attacco provoca il momentaneo spegnimento dell'induttore di Brainy, che si trova così ad aver a che fare con l'ostilità di alcune persone mentre si trova in una pizzeria. Brainy viene difeso da Nia, intervenuta casualmente, e il coluano ha una strana reazione quando la ragazza gli rivela il proprio nome. Nia vorrebbe che la CatCo si schierasse apertamente contro la violenza verso gli alieni e per far comprendere a James le proprie motivazioni gli svela di essere una transgender; James è comunque deciso a rimanere imparziale, ma cambierà idea dopo aver assistito ad un episodio di discriminazione fra il personale della CatCo. Fallito l'attacco agli induttori, Mercy s'introduce di persona alla L-Corp e l'intero edificio viene isolato; Lena e Mercy si affrontano equipaggiate con i pezzi della vecchia armatura di Lillian e Kara ne approfitta per intervenire nei panni di Supergirl, riuscendo ad arrestare Mercy. Entrambi i fratelli Graves sono ora sotto chiave al DEO, ma Mercy riesce a portare dalla loro parte l'agente Raymond Jensen, che li aiuta ad evadere e ruba per loro il dispersore utilizzato per respingere i daxamiti; di nuovo liberi, i Graves riprogrammano il dispersore per rilasciare kryptonite nell'atmosfera; colpita, Supergirl precipita durante un volo di ronda e perde i sensi. 
- Special guest star: Lynda Carter (Olivia Marsdin).
- Guest star: Bruce Boxleitner (presidente Baker), Rhona Mitra (Mercy Graves), Robert Baker (Otis Graves), Andrea Brooks (Eve Tessmacher), Anthony Konechny (agente Raymond Jensen), Fulvio Cecere (Massimo).
- Altri interpreti: Ese Atawo (manifestante), Keith Dallas (Al), David Patrick Green (manifestante furioso), Sean Hewlett (Franklin), Sean Kuling (agente DEO #1), James Kot (agente DEO #2), Shaquan Lewis (manifestante alieno), Jaymee Mak (Mackenzie), Kirby Morrow (Petrocelli), Lissa Neptuno (Mr. Average Joe), Christopher Webb (alieno), Matthew Yanagiya (programmatore).

- Ascolti USA: telespettatori 1 340 000[5]

## L'uomo d'acciaio
- Titolo originale: Man of Steel
- Diretto da: Jesse Warn
- Scritto da: Rob Wright e Derek Simon

### Trama
Il dispersore ha riempito l'atmosfera terrestre di frammenti di kryptonite; Supergirl, colpita in volo, viene salvata da J'onn e posta in isolamento in una speciale tuta creata da Lena finché l'atmosfera non verrà decontaminata. Un flashback rivela il passato dell'Agente Libertà, in origine un mite professore universitario di nome Ben Lockwood che sosteneva l'integrazione degli alieni. Il fallimento dell'acciaieria del padre a causa dell'introduzione sul mercato di un metallo alieno e l'invasione daxamita fecero tuttavia nascere in Ben un profondo disprezzo verso gli extraterrestri, e Ben fu licenziato dall'università quando iniziò a predicare l'odio contro gli alieni durante le sue lezioni. Il padre di Ben morì durante l'attacco di Reign, e questa fu la goccia che fece traboccare il vaso: Ben fece voto di liberare l'America dalla presenza aliena e creò un gruppo con il quale iniziò a guidare vere e proprie spedizioni punitive contro gli extraterrestri. Le attività di Ben e del suo gruppo vennero notate dai fratelli Graves, che gli proposero di lavorare con loro per smascherare la presidentessa Marsdin: Ben divenne così l'Agente Libertà. Di nuovo nel presente, i Graves si apprestano ad eliminare l'ormai inutile Jensen, ma l'Agente Libertà li convince a risparmiarlo per potersi introdurre di nuovo al DEO.
- Guest star: Xander Berkeley (Peter Lockwood), Rhona Mitra (Mercy Graves), Robert Baker (Otis Graves), Andrea Brooks (Eve Tessmacher), Sarah Smyth (Lydia Lockwood), Graham Verchere (George Lockwood), Anthony Konechny (Raymond Jensen), Abby Ross (studentessa aliena).
- Altri interpreti: Timothy Lyle (Frank), Kareem Malcolm (studente), David Quinlan (Quill), Jaren Moore (Thack), Iris Quinn (Dean Warren), Raf Rogers (Earl), Gary Storkell (Gary), Julia Tortolano (amica).

- Ascolti USA: telespettatori 1 280 000[6]

## Ahimsa
- Titolo originale: Ahimsa
- Diretto da: Armen V. Kevorkian
- Scritto da: Katie Rose Rogers e Jess Kardos

### Trama
Lena e Brainy mettono a punto un sistema per depurare l'atmosfera dalla kryptonite e nel frattempo Supergirl è costretta rimanere in una speciale tuta di contenimento. I Graves e Lockwood corrompono un altro agente del DEO e si fanno consegnare due prigionieri alieni e il Parassita, conservato nei laboratori del dipartimento; gli alieni rifiutano di collaborare, ma Lockwood li sottomette inserendo il Parassita nel corpo di Fiona, amplificandone i poteri telepatici. Alla scoperta di un altro traditore, Alex inizia a scoraggiarsi e a non sentirsi più all'altezza di dirigere il DEO. J'onn continua la ricerca di Fiona e viene aiutato da Manchester Black, il fidanzato dell'amica, appena giunto a National City. Fiona stava indagando su un poliziotto di nome Petrocelli, e J'onn e Manchester scoprono che l'uomo fa parte di un gruppo estremista legato a Mercy Graves. Gli alieni vengono mandati ad attaccare la centrale di polizia e il DEO li mette in fuga con l'aiuto di Supergirl, che ha deciso di intervenire, contravvenendo agli ordini di Alex, nonostante l'energia della tuta sia appena sufficiente a tenerla in vita. Kara sopravvive a stento, e Alex riceve una dura ammonizione da parte del presidente Baker. Affranta, Alex inizia a considerare le dimissioni, ma J'onn riesce a farle ritrovare la fiducia in se stessa esortandola a fidarsi di più del proprio istinto; J'onn, da parte sua, si sente in colpa verso Kara perché aveva rifiutato di combattere al suo fianco, e Alex riesce a fargli capire che la vita pacifica che ha scelto non significa rimanere in disparte. Il marziano ha percepito il potere di Fiona durante l'attacco alla centrale, capendo che i Graves si stanno servendo di lei per manipolare gli alieni; con l'aiuto di Manchester, J'onn riesce a mettersi in contatto con Fiona, scoprendo che l'amica è tenuta prigioniera al luna park. Alex mette insieme una squadra per liberarla e permette a Kara di partecipare nonostante l'atmosfera sia ancora in fase di decontaminazione. Gli eroi hanno la meglio grazie anche all'imprevisto aiuto di Guardian, e Jensen, preso dal panico, rimuove il Parassita dal corpo di Fiona; gli alieni tornano in sé e uccidono i fratelli Graves, ma anche Fiona muore, debilitata dal Parassita, e Manchester giura di vendicarla. Portando con sé Supergirl, Alex ha disobbedito ad un ordine presidenziale, e la Casa Bianca invia al DEO un supervisore, il colonnello Lauren Haley. Lockwood inserisce il Parassita all'interno del corpo di Jensen; nel frattempo, la decontaminazione dell'atmosfera viene completata e nello Stato di Kaznia, nell'Europa dell'Est, la sosia di Kara riprende il proprio addestramento.
- Guest star: Bruce Boxleitner (presidente Baker), Rhona Mitra (Mercy Graves), Robert Baker (Otis Graves), David Ajala (Manchester Black), Tiya Sircar (Fiona Byrne), Anthony Konechny (Raymond Jensen), Donna Benedicto (agente DEO), Justice Leak (Hellgrammite).
- Altri interpreti: Nick Hunnings (Kopy), Flora Karas (receptionist), Marcus McKinley (agente Taylor), Bert Mitchell (senzatetto), Kirby Morrow (Petrocelli), Sasha Piltsin (soldato), Jack Sandison (ragazzino), Amanda Seymour (donna), Stacy Yu (ragazza).

- Note:
  - Tra le varie attrazioni, al luna park sono presenti dei pupazzi a forma di Beebo. Si tratta di un riferimento alla terza stagione di Legends of Tomorrow.
  - Nei fumetti DC, Manchester Black è un violento vigilante dotato di poteri telecinetici e telepatici spesso in contrasto con Superman.
  - La parola "Ahimsa" significa non-violenza in sanscrito.

- Ascolti USA: telespettatori 1 230 000[7]

## Parassita
- Titolo originale: Parasite Lost
- Diretto da: David McWhirter
- Scritto da: Maria Maggenti e Aadrita Mukerji

### Trama
Kara intervista il famoso guaritore alieno Amadei Derros nella speranza di placare il clima di ostilità verso gli extraterrestri; poco dopo, però, qualcuno ruba la gemma che contiene il potere di Amadei, senza la quale il guaritore non può sopravvivere a lungo. J'onn, chiamato ad indagare dai suoi conoscenti alieni, scopre che l'ultima persona a cui Amadei stava pensando prima di essere attaccato è una ragazza di nome Elizabeth Hawkings; quest'ultima è figlia di Amadei, nata dalla relazione tra il guaritore e una donna terrestre, Natalie, ma non ha mai conosciuto il padre perché fu lo stesso Amadei a rompere con Natalie quando la donna rimase incinta. Natalie, con il cuore spezzato, ha sempre impedito ogni contatto fra Elizabeth e Amadei e si è avvicinata al gruppo estremista di Lockwood, i Figli della Libertà: è stata proprio lei a rubare l'amuleto del guaritore e lo ha consegnato a Lockwood, che l'ha utilizzato per stabilizzare il potere di Jensen. Quest'ultimo, con il Parassita in corpo, è ora assetato dell'energia aliena e semina il terrore a National City; Supergirl non può fare nulla per contrastarlo, e il colonnello Haley ordina di ricorrere alla stessa contromisura sfruttata durante il primo attacco del Parassita qualche anno prima, ovvero un sovraccarico di energia nucleare. Alex, però, contravvenendo agli ordini della Haley, rifiuta di colpire Jensen e riesce invece a farlo ragionare; pentito per le proprie azioni, Jensen si toglie l'amuleto, ma a causa dell'energia rilasciata riporta gravissimi danni cerebrali e non può essere interrogato. Supergirl e J'onn riportano l'amuleto ad Amadei, e il guaritore può così finalmente abbracciare la figlia; la vicenda fa sì che sempre più alieni contattino J'onn per risolvere casi simili, e il marziano decide di diventare un vero e proprio investigatore. A cose risolte, il colonnello Haley si complimenta con Alex per l'ottimo lavoro svolto, ma le ricorda anche la precarietà della sua direzione al DEO, lasciando intendere di non essere disposta a tollerare altre insubordinazioni. James e Lena incontrano Ben Lockwood durante un ricevimento e Lockwood invita James a schierare se stesso e Guardian dalla parte degli esseri umani; James, dopo un iniziale rifiuto, decide di accettare, ritenendo di poter mettere fine alla violenza contro gli alieni.
- Guest star: Adam Levy (Amadei Derros), Anthony Konechny (Raymond Jensen), Michelle Krusiec (Natalie Hawkings), Shannon Chan-Kent (Elizabeth Hawkings), Kwesi Ameyaw (Cassian).
- Altri interpreti: Keith Dallas (Al), Robyn Daye Edwards (donna), Fred Henderson (sindaco), Trevor Hinton (inferniano), Jett Klyne (ragazzino), Toni Ofori (Miles), Jared Outten (mutaforma), Kyle Strouts (valeroniano), Chris Violette (Domingo), Kaylah Zander (madre).

- Ascolti USA: telespettatori 1 160 000[8]

## Invito all'azione
- Titolo originale: Call to Action
- Diretto da: Antonio Negret
- Scritto da: Gabriel Llanas e Daniel Beaty

### Trama
Supergirl interviene per fermare alcuni Figli della Libertà che hanno aggredito una coppia di alieni, ma viene preceduta da Manchester; subito dopo, sul luogo dell'aggressione vengono sparsi alcuni manifesti su cui viene nominato l'Agente Libertà. La Haley proibisce ad Alex di indagare, ritenendo che il caso non sia di pertinenza del DEO; ancora una volta, però, Alex disobbedisce e in segreto incarica Brainy di esaminare il manifesto. Kara e James si accorgono che Nia soffre di improvvisi colpi di sonno; la ragazza si giustifica sostenendo di essere affetta da narcolessia, ma Kara si rende conto che nasconde qualcosa. J'onn invita Manchester alla festa del Ringraziamento a casa di Kara; Manchester declina con la scusa di essere ancora in lutto per Fiona, ma il vero motivo è che ha catturato Petrocelli per avere informazioni sull'Agente Libertà. Lena invita James a prendere pubblicamente le distanze dai Figli della Libertà in un dibattito televisivo che lo vedrà contrapposto a Ben Lockwood, ma James rifiuta perché ha ottenuto un incontro con Tom, un membro del gruppo; ciò causa una serie di incomprensioni fra James e Lena, e quando quest'ultima confessa di essersi accordata con la procura per far cadere le accuse contro Guardian, James decide di lasciarla, deluso che Lena abbia agito alle sue spalle. Kara partecipa al dibattito al posto di James, ma Lockwood si rivela un oratore migliore di lei al punto che la produzione decide di affidargli la conduzione di un proprio show. Alla festa del Ringraziamento a casa di Kara, i protagonisti discutono sulle motivazioni dei Figli della Libertà, e Lena avanza l'ipotesi che l'odio verso gli alieni tragga origine dall'invidia verso le loro capacità superiori, suggerendo che la soluzione sia potenziare gli esseri umani; non rivela di aver scoperto che la Pietra Nera di Yuda-Kal ("Harun-El"), di cui sta studiando in segreto le applicazioni mediche, è effettivamente in grado di fare ciò. Brainy scopre che il manifesto è un messaggio in codice che si riferisce ad un'imminente spedizione punitiva verso tutti gli alieni di National City; Supergirl, Alex e Brainy si sparpagliano per la città per fermarli mentre James impedisce a Tom di partecipare. Manchester, in segreto, uccide un intero gruppo di Figli della Libertà e successivamente elimina anche Petrocelli dopo che questi gli ha fatto il nome di un certo Caldwell. Risolto il problema, Tom, saputo dello sterminio dei compagni, ringrazia James per avergli probabilmente salvato la vita e accetta di fargli incontrare l'Agente Libertà mentre la Haley riconosce che l'iniziativa di Alex ha scongiurato una strage e l'autorizza formalmente a proseguire le indagini.
- Special guest star: Helen Slater (Eliza Danvers).
- Guest star: David Ajala (Manchester Black), Andrea Brooks (Eve Tessmacher), Steve Byers (Tom), Sarah Smyth (Lydia Lockwood), Graham Verchere (George Lockwood).
- Altri interpreti: Jason Bell (Figlio della Libertà #1), Sam Yunussov (Figlio della Libertà #4), Fraser Aitcheson (Figlio della Libertà #5), Andrea Drepaul (Sean Chiu), Jase Anthony Griffith (maschera #1), Arran Henn (reporter), Dominique Lucky Martell (bambina aliena), Lisa McFadden (fidanzata), Kirby Morrow (Petrocelli), Philip Prajoux (fidanzato), Clifford Prang (padre alieno), Khamisa Wilsher (assistente)

- Ascolti USA: telespettatori 1 130 000[9]

## L'angelo caduto
- Titolo originale: Rather the Fallen Angel
- Diretto da: Chad Lowe
- Scritto da: Dana Horgan e Katie Rose Rogers

### Trama
Supergirl e Manchester fanno squadra per far fronte ai Figli della Libertà, ma Kara non approva i metodi violenti dell'inglese; J'onn la esorta a capire le sue ragioni e Kara accetta di dargli una possibilità. Lena decide di avviare la sperimentazione umana dell'Harun-El e trova un volontario, un ragazzo di nome Adam; dapprima decisa a mantenere le distanze, Lena si affeziona ad Adam e gli confida un triste dettaglio del suo passato. Lena, a questo punto, vorrebbe sospendere l'esperimento per non mettere il pericolo il ragazzo, ma Adam la convince ad andare avanti assicurandole che ciò che sta facendo salverà l'umanità. Lena inietta quindi l'Harun-El nel corpo di Adam: il ragazzo sviluppa effettivamente abilità sovrumane, ma muore subito dopo. James, intanto, incontra finalmente l'Agente Libertà, che gli propone di schierarsi con lui; James rifiuta e viene fatto prigioniero. Tom riesce a liberarlo, ma il tentativo di fuga fallisce e James, per salvarlo, è costretto a collaborare. Con l'aiuto di Manchester, il DEO scopre che i Figli della Libertà si sono impossessati di un'enorme quantità di esplosivo alieno; Supergirl e Manchester giungono alla conclusione che l'esplosivo è stato portato a Shelley Island, un ex porto d'accoglienza per gli immigrati alieni che quindi è la base operativa dei terroristi. Shelley Island è equipaggiata con un sistema di contenimento che indebolisce i poteri alieni, e Supergirl porta con sé una granata ad energia solare in grado di proteggerla, ma Manchester manomette lo strumento: l'uomo ha infatti tradito Supergirl in cambio della promessa da parte di Caldwell di un incontro con l'Agente Libertà. Quest'ultimo, però, si rivela un impostore, e Manchester si vendica distruggendo il sistema di contenimento, permettendo a Supergirl di liberarsi e portare lontano l'esplosivo, che detona senza causare danni. Furioso, J'onn affronta Manchester, ma quest'ultimo è determinato a fare qualsiasi cosa pur di trovare e uccidere l'Agente Libertà e riesce a dileguarsi. Kara riflette sul tradimento di Manchester, rendendosi conto di essere in grado di comprenderne le ragioni; James, da parte sua, giunge alla stessa conclusione per quanto riguarda Lena, capendo di essere stato troppo duro con lei, e le chiede di dargli un'altra possibilità. Lena, affranta dalla morte di Adam, gli chiede del tempo, e una volta rimasta sola riprende la sperimentazione sull'Harun-El.
- Guest star: David Ajala (Manchester Black), Andrea Brooks (Eve Tessmacher), Steve Byers (Tom), Michael Johnston (Adam).
- Altri interpreti: Rebekah Asselstine (assistente), Jason Cermak (Caldwell), Artin John (cameraman), Timothy Lyle (Frank/falso Agente Libertà), Eric Regimbald (Figlio della Libertà), Micah Steinke (uomo).

- Nota. L'episodio contiene un riferimento al film Wonder Woman. Quando Supergirl riesce a liberarsi, si arrampica sulle pareti della cella di contenimento fino a raggiungere l'uscita. L'arrampicata è molto simile a quella che Diana fa sul muro del tempio di Themyscira all'inizio del film.

- Ascolti USA: telespettatori 1 150 000[10]

## Bunker Hill
- Titolo originale: Bunker Hill
- Diretto da: Kevin Smith
- Scritto da: Rob Wright e Eric Carrasco

### Trama
Le visioni di Nia sono sempre più frequenti, e la ragazza, spaventata, confessa a Kara di essere un'aliena in grado di prevedere il futuro attraverso i sogni, dono che si manifesta una volta per generazione nelle donne della sua famiglia. Kara si rivolge a Brainy per aiutarla a gestire le visioni; il coluano, che sembra sapere molte cose sulla ragazza, si lascia sfuggire che Nia avrà un'enorme importanza nel futuro, ma rifiuta di aggiungere altro per non compromettere gli eventi. Con l'aiuto di Kara e Brainy, Nia ricostruisce la sua ultima premonizione, in cui ha visto l'Agente Libertà e una donna che sta per essere uccisa, e accetta di collaborare per impedire l'omicidio. I tre si fanno rapire da alcuni Figli della Libertà per arrivare al capo del gruppo e vengono portati alla vecchia acciaieria Lockwood, capendo così che proprio Ben Lockwood potrebbe essere l'Agente Libertà; Alex, informata dalla sorella, interroga Frank, l'impostore che si era spacciato per l'Agente Libertà a Shelley Island, e riesce a farlo confessare, ottenendo la conferma definitiva. Lockwood, intanto, ora che ha ottenuto visibilità grazie al suo show, si rende conto che i Figli della Libertà stanno sfuggendo al suo controllo e vorrebbe svestire una volta per tutti i panni del terrorista; a casa sua, però, si presenta Manchester, che ha scoperto la sua vera identità e intende uccidere sua moglie Lydia per fargli provare lo stesso dolore che ha provato lui con la morte di Fiona. J'onn riesce a mettersi in contatto con lui e cerca di fermarlo; grazie alla sua intromissione, Lockwood riesce a mettere in salvo Lydia e lo scontro prosegue in una fabbrica. Supergirl interviene, ma sarà Nia, ricordando i dettagli presenti nel suo sogno, a mettere fuori gioco Manchester e a salvare la situazione. Manchester e Lockwood vengono arrestati, ma l'opinione pubblica si schiera a favore dell'Agente Libertà, che ora che è stato smascherato è diventato un vero e proprio martire, e la Casa Bianca impone a Supergirl di rivelare la propria identità per garantire l'imparzialità del governo nei confronti di umani e alieni. Supergirl rifiuta, e il presidente Baker in persona la licenzia dal DEO. Nella sequenza finale dell'episodio, ambientata nella realtà di Terra-90, la Justice League è stata annientata e Flash, unico superstite, tenta di sfuggire all'alieno Monitor che si appresta a distruggere il mondo con un libro dagli enormi poteri; si tratta di un'anticipazione del crossover Elseworlds.
- Guest star: Bruce Boxleitner (presidente Baker), David Ajala (Manchester Black), Sarah Smyth (Lydia Lockwood), Roxy Wood (coinquilina di Nia).
- Altri interpreti: Josh Chambers (passante), Jeffrey Chivers (Figlio della Libertà #1), Timothy Lyle (Frank), Jaymee Mak (Mackenzie), Jill Morrison (seconda passante), Tawny West (reporter).
- Non accreditati: John Wesley Shipp (Flash di Terra-90), LaMonica Garrett (Monitor).

- Ascolti USA: telespettatori 1 260 000[11]

## Altrimondi - III Parte
- Titolo originale: Elseworlds, Part 3
- Diretto da: Jesse Warn
- Scritto da: Derek Simon e Robert Rovner

### Trama
Tornato in possesso del Libro del Destino, il dottor Deegan ha nuovamente riscritto la realtà: Barry e Oliver sono due criminali noti come i gemelli Trigger, lo stesso Deegan è il nuovo Superman di un mondo completamente assoggettato al suo volere e Kara è sua prigioniera. Tutti gli amici dei tre supereroi sono ora loro nemici, al servizio del malvagio kryptoniano. Barry e Oliver sfuggono a Deegan e con l'aiuto di Cisco Ramon, ora un boss della malavita, raggiungono Terra-38 e chiedono aiuto al vero Superman. Kara riesce a portare dalla sua parte Alex di Terra-1, riscritta come un agente di Superman, e a farsi liberare; mentre Superman affronta Deegan e Oliver si occupa dei suoi agenti, Kara, Alex e Barry recuperano il Libro del Destino, ma Kara non è in grado di sostenerne il potere e lo porta al cugino. Superman inizia a correggere la realtà, ma Deegan ruba il libro prima che la riscrittura sia completa e si appresta a riplasmare il mondo. Barry e Kara elaborano un modo per rallentare lo scorrere del tempo e dare a Superman la possibilità di fermare Deegan, ma Clark rivela di aver letto nel libro che Barry e Kara moriranno nel tentativo; i due eroi agiscono comunque, e Oliver riesce a convincere il Monitor a salvarli ricordandogli che proprio Flash e Supergirl saranno tra i pochi in grado di fermare l'imminente "Crisi". Superman affronta Deegan con l'aiuto di Lois, Martian Manhunter e Brainiac-5; Deegan sembra comunque inarrestabile, ma grazie all'intervento di Oliver e del Monitor, l'uomo viene sconfitto e tutto torna alla normalità. Tornati a casa, Clark e Lois rivelano a Kara di aspettare un bambino e che rimarranno su Argo per tutta la durata della gravidanza, ma Clark ha fiducia che la cugina saprà proteggere la Terra anche da sola. La scena finale, con l'introduzione del personaggio di Roger Hayden, preannuncia l'evento Crisi sulle Terre infinite, previsto per l'autunno 2019.
- Special guest star: Stephen Amell (Oliver Queen/Green Arrow), David Ramsey (John Diggle), Carlos Valdes (Cisco Ramon/Vibe), Danielle Panabaker (Caitlin Snow/Killer Frost), Tyler Hoechlin (Clark Kent/Kal-El/Superman), Grant Gustin (Barry Allen/Flash).
- Guest star: Jeremy Davies (dott. John Deegan), Ruby Rose (Kate Kane/Batwoman), LaMonica Garrett (Mar Novu/Monitor), Cassandra Jean Amell (Nora Fries), Adam Tsekham (barista), Bob Frazer (Roger Hayden/Psico-Pirata), Elizabeth Tulloch (Lois Lane).
- Altri interpreti: Claudia Yuen (donna).

- Note:
  - Questo episodio è un crossover che conclude la storia iniziata nell'episodio Altrimondi - I Parte della serie The Flash e proseguita nell'episodio Altrimondi - II Parte della serie Arrow.
  - Nell'episodio fa una breve apparizione Adam Tsekhman nei panni di un barista che afferma che Barry e Oliver, nei panni dei Gemelli Trigger, sono le sue "Leggende". Si tratta di un omaggio al personaggio di Gary Green di Legends of Tomorrow, interpretato proprio da Tsekhman.
  - Verso la fine della puntata, Kara commenta, parlando degli eventi appena accaduti, "Insomma, è diventato una specie di appuntamento annuale!"", con riferimento alla cadenza con cui si svolgono i crossover dell'Arrowverse.

- Ascolti USA: telespettatori 2 170 000[12]

## Il progetto Morae
- Titolo originale: Suspicious Minds
- Diretto da: Rachel Talalay
- Scritto da: Maria Maggenti e Gabriel Llanas

### Trama
Lena e James hanno finalmente modo di chiarirsi, e la donna rivela di essere molto vicina a poter donare capacità straordinarie anche agli esseri umani; James è perplesso, ma le promette il proprio sostegno. Brainy, intanto, decide di trovare qualcuno che affianchi Supergirl, ora costretta ad operare in autonomia, e propone a Nia di diventare un'eroina a tempo pieno, ma la ragazza è scettica. Supergirl interviene per soccorrere una nave da carico militare sotto attacco, ma al suo arrivo l'equipaggio è stato già sterminato da un alieno con l'aspetto di un bagliore. La Haley si rende conto che Supergirl, ora che è stata congedata, non è più sotto controllo del DEO e decide di metterla sotto scacco costringendo il personale a rivelarne l'identità. Il dipartimento, leale verso le sorelle, promette ad Alex di mantenere il segreto, ma il colonnello riesce comunque ad estorcere la verità ad una degli agenti: ora il governo sa che Kara e Supergirl sono la stessa persona. Il caso della nave viene insabbiato, e Kara si rivolge a J'onn per avere informazioni sull'alieno, scoprendo che si tratta di un Morae, un mutaforma. Il governo lavorava ad un progetto sui Morae e tra i responsabili c'erano il colonnello McAllister, ucciso nell'attacco alla nave, il generale Tan e la stessa Haley; Supergirl, J'onn e Alex interrogano Tan e il generale rivela che l'esercito, interessato alle capacità di mimetizzazione dei Morae, ne ha addestrato un gruppo che tuttavia si è ribellato. I Morae ora vogliono uccidere gli ufficiali a capo del progetto per vendicarsi dei maltrattamenti subiti, e purtroppo gli eroi non riescono ad impedire la morte di Tan. Alex e Kara fermano il Morae e sembrano riuscire ad instaurare un dialogo con lui, ma l'alieno, piuttosto che essere portato al DEO e avere a che fare con la Haley, preferisce togliersi la vita. I Morae attaccano il DEO con l'obiettivo di uccidere la Haley, ma gli agenti hanno la meglio grazie all'aiuto di Supergirl. Ora che tutto è risolto, la Haley intende informare la Casa Bianca della vera identità di Supergirl, al che Alex la tramortisce e J'onn le cancella la memoria, senza tuttavia poterle impedire di proseguire l'indagine; sapendo che è soltanto questione di tempo prima che il colonnello scopra nuovamente la verità, J'onn, dietro richiesta di Alex, cancella la memoria degli agenti del DEO, ma la stessa Alex deve sottoporsi alla procedura, non potendo lasciare il dipartimento nelle mani del colonnello. A Kaznia, intanto, la sosia di Kara prosegue il proprio addestramento.
- Guest star: Russell Wong (generale Tan), Donna Benedicto (agente DEO).
- Altri interpreti: Jojo Ahenkorah (agente DEO #1), Bethany Brown (istruttore), Mehdi Darvish (agente DEO #3), Hamza Fouad (agente Lawrence), Graeme Guthrie (colonnello McAllister), Sue Ing (agente DEO #4), Raphael Kepinski (generale kazniano), Toni Nielsen (agente DEO #2), Sasha Piltsin (soldato kazniano).

- Ascolti USA: telespettatori 1 040 000[13]

## Memoria di sangue
- Titolo originale: Blood Memory
- Diretto da: Shannon Kohli
- Scritto da: Jessica Queller e Dana Horgan

### Trama
Alex, dopo aver dimenticato l'identità di Supergirl, si accorge di essere stranamente distratta sul lavoro; anche Kara nota che Alex non sembra più la stessa, e J'onn conclude che la procedura di rimozione ha avuto conseguenze inattese a causa del suo rapporto con Kara, inevitabilmente legato al ricordo di Supergirl. Kara accompagna Nia a Parthas, città natale della ragazza e celebre per la perfetta convivenza tra umani e alieni, per partecipare all'annuale Festa del Raccolto. Maeve, la sorella di Nia, è convinta di essere prossima ad ereditare il potere dei sogni dalla madre Isabel in seguito ad una visione di quest'ultima, e Nia non ha il coraggio di rivelarle come stanno in realtà le cose. La ragazza si confida con Isabel, che a questo punto ammette di aver sbagliato ad interpretare la visione ed esorta la figlia ad abbracciare il suo dono. Isabel muore subito dopo, uccisa dal morso di un ragno, e Nia, che aveva sognato l'evento, si sente ancora più in colpa, non essendo stata capace di interpretare la premonizione. A Kaznia, la sosia di Kara ha un malore durante l'addestramento; tentando di rianimarla, i medici generano una scarica di energia che si ripercuote fino a National City e contamina una partita di droga, potenziandola al punto che, da quel momento, tutti coloro che la ingeriscono si trasformano in mostri. Il DEO riesce ad identificare gli spacciatori, ma prima che possa intervenire, un gruppo di Figli della Libertà ruba la droga per servirsene per attaccare la Festa del Raccolto a Parthas; Bobbi, sorella di uno dei trafficanti, ingerisce una pasticca perduta dai terroristi e si dirige a Parthas per vendicarsi. I Figli della Libertà attaccano la festa, durante la quale si stanno peraltro celebrando le esequie di Isabel; Nia, grazie ad una premonizione, riesce a salvare la vita di Maeve, ma la sorella, a questo punto, capisce che è Nia ad aver ereditato il dono e rimane delusa. Supergirl e il DEO riescono a fermare i terroristi e a calmare Bobbi, ma Alex, profondamente cambiata dalla perdita della memoria, è ora molto fredda con Supergirl e le ingiunge di non intromettersi mai più negli affari del dipartimento. Kara, ferita, si sente più sola che mai, e quando scopre che anche Nia è stata allontanata da Maeve, prende una drastica decisione e rivela all'amica di essere Supergirl. Tornata a casa, Nia scopre che Isabel le ha fatto avere il suo vecchio costume: sul loro pianeta, infatti, Isabel era la supereroina nota come "Dreamer", e Nia deve decidere se raccoglierne l'eredità. James, intanto, riceve da una sua giornalista le prove che la L-Corp sta conducendo esperimenti segreti; dapprima incerto se permetterne la divulgazione, sceglie infine di proteggere Lena e fa annullare l'inchiesta. A Kaznia, la sosia di Kara non si è ancora ripresa, e un ufficiale chiama il suo contatto in America per risolvere il problema.
- Guest star: Kate Burton (Isabel Nal), Hannah James (Maeve Nal), Brennan Mejia (Jerry Miller), Lukas Gage (Kevin Huggins), Garwin Sanford (Paul Nal), Brian Cybert (Spencer).
- Altri interpreti: Raphael Kepinski (generale kazniano), Maya Macatumpag (aliena di Parthas), Jaymee Mak (Mackenzie), Mike McLeod (Figlio della Libertà), Tedra Rogers (Roberta "Bobbi" Miller), Madison Smith (Josh).

- Ascolti USA: telespettatori 1 340 000[14]

## Menagerie
- Titolo originale: Menagerie
- Diretto da: Stefan Pleszczynski
- Scritto da: Rob Rovner

### Trama
Il caso della droga potenziata ha riacceso la polemica nei confronti degli alieni e sempre più persone chiedono il rilascio di Ben Lockwood; il presidente Baker, preoccupato dal calo dei consensi e informato delle ricerche di Lena, offre di finanziare la sperimentazione sull'Harun-El. Lena ne parla con James, che le consiglia di mantenere le distanze dal governo e chiarisce di non essere più disposto ad appoggiarla in caso contrario; Lena, che da parte sua ha già deciso di accettare l'offerta, non intende rinunciare per amore di James e lo lascia. Una coppia di ladri di gioielli s'imbatte in un asteroide da cui esce un simbionte alieno che uccide l'uomo e s'impossessa della donna. Il DEO scopre che il simbionte si nutre di cuori umani; il caso s'intreccia con uno degli incarichi di J'onn, chiamato ad indagare sulla scomparsa di Anthony Stewart, un influente politico che si scopre essere stato ucciso dal simbionte assieme alla sua amante. Kara, che segue il caso con J'onn con il pretesto di un'inchiesta personale, non può collaborare con il DEO nelle vesti di Supergirl e cerca di aiutare Alex come può, ma senza risultato. Brainy è attratto da Nia e la ragazza lo invita alla festa di San Valentino che terrà quella sera; il coluano accetta, ma sfortunatamente, complice l'invadente coinquilina di Nia, non avrà occasione di avvicinarla. Kara, Alex e J'onn lo raggiungono per chiedergli di analizzare un campione di veleno alieno rinvenuto sul luogo dell'omicidio di Stewart e Brainy scopre che il DNA del simbionte è fuso con quello di Pamela Ferrer, la ladra che aveva trovato il meteorite: Pamela, che ora si fa chiamare Menagerie, procura al simbionte i cuori in cambio del potere dell'alieno per compiere le sue rapine. Ben Lockwood, dal carcere, induce il figlio George a guidare i Figli della Libertà a caccia di Menagerie e i terroristi irrompono durante un party per eliminare la ladra, intenta a rapinare i presenti; anche Supergirl e il DEO intervengono, ma a causa dell'intromissione dei Figli della Libertà tutto rischia di andare a rotoli. Supergirl riesce a neutralizzare Menagerie grazie all'aiuto di Nia, che ha infine deciso di diventare Dreamer, ma sarà George Lockwood a distruggere il simbionte, prendendosi così il merito; la popolarità di Lockwood schizza alle stelle e il presidente Baker, a causa di un cavillo legale, si vede costretto a rilasciarlo. Nia chiede a Brainy di addestrarla ad usare i suoi poteri; parallelamente, Kara si rende conto che Alex, ora che si è liberata dal peso di dover proteggere la sua identità segreta, è finalmente libera di vivere la propria vita e ne è felice, pur se triste per non avere più con lei la complicità di un tempo.
- Guest star: Bruce Boxleitner (presidente Baker), Jessica Meraz (Pamela Ferrer/Menagerie), Sarah Smyth (Lydia Lockwood), Graham Verchere (George Lockwood), Donna Benedicto (agente DEO), Roxy Wood (coinquilina di Nia).
- Altri interpreti: Melice Bell (Ashley), Greta Carew-Johns (Becca), Zack Currie (Chuck Grossman), Brian Doe (Doug), Maxwell James (Figlio della Libertà), Flossie McKnight (guardia), Françoise Robertson (Sarah Walker), Sonia Sunger (anchorwoman).

- Ascolti USA: telespettatori 1 150 000[15]

## Operazione Claymore
- Titolo originale: What's So Funny About Truth, Justice and the American Way?
- Diretto da: Alexis Ostrander
- Scritto da: David Carrasco e Aadrita Mukerji

### Trama
Manchester evade di prigione con l'aiuto di Hat, un criminale alieno in possesso di un cappello da cui può estrarre qualsiasi cosa, e di Menagerie; con loro e il Morae rimasto, l'inglese fonda l'Elite, un gruppo che si contrappone ai Figli della Libertà con ancora più violenza. Lockwood è a Washington per incontrare il presidente Baker e viene avvicinato da Cooper, leader locale dei Figli della Libertà, che gli rivela che il gruppo non ha apprezzato la sua trasformazione in un politico; Lockwood, già titubante, inizia a considerare di tornare ad essere l'Agente Libertà. Nia si addestra alla Fortezza della Solitudine sotto la guida di Brainy. Supergirl incontra Manchester e l'inglese le rivela che il presidente Baker sta per autorizzare il lancio di Claymore, un satellite progettato per abbattere qualsiasi nave aliena in avvicinamento alla Terra; Supergirl, inorridita, affronta Baker, che per tutta risposta anticipa il lancio. Questo, tuttavia, era proprio il piano dell'Elite: Manchester ha infatti mandato il Morae a spiare la conversazione tra Supergirl e il presidente, e adesso conosce il nome della base da cui verrà effettuato il lancio. Supergirl si trova alle prese con un dilemma etico: capisce infatti che fermare Claymore equivarrebbe a schierarsi con l'Elite, mentre restare in disparte significherebbe dare ragione ai Figli della Libertà. Incerta, Supergirl chiede consiglio ad Alex, che non era stata informata del progetto Claymore pur dirigendo la principale organizzazione di difesa contro le minacce aliene, e quest'ultima le consiglia di fare semplicemente ciò che ritiene giusto. Supergirl si dirige dunque alla base di Claymore e affronta l'Elite con l'aiuto dei Super Amici, ovvero Dreamer, Brainy, J'onn e Alex, che a sorpresa ha deciso di intervenire al fianco degli eroi; i Super Amici hanno la meglio, ma il Morae, approfittando della battaglia, riprogramma Claymore per attaccare la Casa Bianca, cosa che era il vero obiettivo dell'Elite sin dall'inizio. Supergirl devia con successo il colpo di Claymore, dopodiché distrugge il satellite, con grande rabbia di Baker. Al DEO, Alex scopre che nemmeno la Haley sapeva nulla di Claymore, rivelando perciò che Baker ha agito in violazione del protocollo; come se non bastasse, il presidente compie un altro gesto pericoloso nominando Lockwood direttore degli Affari Alieni. Lockwood, esaltato, riprende i panni dell'Agente Libertà: la sua prima azione per riaffermare la propria autorità sarà uccidere Cooper, che aveva cercato di scavalcarlo.
- Guest star: Bruce Boxleitner (presidente Baker), David Ajala (Manchester Black), Jessica Meraz (Pamela Ferrer/Menagerie), Luis Ozawa Changchien (Hat), Andrea Brooks (Eve Tessmacher), Michael Adamthwaite (Cooper).
- Altri interpreti: Elinet Louicius (guardia), Jaymee Mak (Mackenzie), Hugo Raymundo (guardia #1), Sonia Sunger (anchorwoman), Mark Sussman (Kelex), Sheldon Trosko (guardia #5).

- Ascolti USA: telespettatori 1 140 000[16]

## La forza della volontà
- Titolo originale: Stand and Deliver
- Diretto da: Andi Armaganian
- Scritto da: Rob Wright e Jess Kardos

### Trama
Supergirl, J'onn e Dreamer catturano Menagerie; grazie alle sue informazioni, gli eroi riescono a sventare il tentato omicidio di Lockwood da parte dell'Elite. Alex, assegnata suo malgrado alla scorta di Lockwood, deve garantire la sicurezza al comizio durante cui Lockwood, in qualità di nuovo direttore degli Affari Alieni, lancerà la sua campagna di abrogazione della legge d'amnistia aliena; in sua assenza, la Haley incarica Brainy di mantenere l'ordine alla marcia dei manifestanti che si oppongono alla proposta di Lockwood, che si terrà il giorno stesso del comizio. La protesta è stata organizzata da un hacker misterioso che si fa chiamare "Alieno Americano" e che in realtà è lo stesso Brainy: il coluano ha infatti perduto il proprio anello della Legione, rubatogli da Manchester durante la battaglia alla base di Claymore, e dopo un iniziale smarrimento ha capito di non averne bisogno per poter essere un eroe. Manchester, Hat e il Morae riescono a penetrare nella Fortezza della Solitudine; i Super Amici, allertati da una premonizione di Dreamer, intervengono e catturano il Morae, ma Manchester e Hat riescono a dileguarsi dopo aver rubato un generatore di ologrammi. J'onn, Nia e Brainy decidono di partecipare alla marcia; anche Kara, inizialmente presente come Supergirl per garantire l'ordine, vi prende parte nei panni di Kara Zor-El, avendo capito che la battaglia contro l'intolleranza può essere vinta soltanto con l'unione e la solidarietà. Al comizio, Lockwood fomenta i suoi sostenitori e i Figli della Libertà contro i manifestanti nella speranza di istigare gli alieni alla violenza, ma Alex lo fa allontanare prima che la situazione degeneri; l'intromissione di Manchester e di Hat, però, fa comunque esplodere l'ostilità. Supergirl e Brainy neutralizzano Hat mentre Alex e Dreamer cercano di placare i disordini e J'onn affronta Manchester: quest'ultimo inganna il marziano con un ologramma, provocandolo al punto di fargli desiderare di ucciderlo, dopodiché fugge. Con la fuga di Manchester, anche gli ologrammi con cui aveva aizzato i disordini scompaiono, e gli eroi assistono commossi a inattese dimostrazioni di solidarietà verso gli alieni da parte degli umani, rimasti inorriditi dalla violenza dell'Elite e dei Figli della Libertà. Lockwood, a questo punto, è costretto a posticipare la proposta di abrogazione e Kara è fiduciosa che ora tutto sia risolto; il colonnello Haley e Lena, però, sono decisamente più pessimiste e prevedono che questa sia soltanto la calma prima della tempesta. James, che ha presenziato al comizio in qualità di fotografo, ha pubblicato un editoriale che incoraggia la solidarietà tra umani e alieni; mentre esce dall'ufficio, qualcuno gli spara, lasciandolo in fin di vita.
- Guest star: David Ajala (Manchester Black), Jessica Meraz (Pamela Ferrer/Menagerie), Luis Ozawa Changchien (Hat), Andrea Brooks (Eve Tessmacher), Jonathan Bennett (Quentin).
- Altri interpreti: Richard Almeida (Figlio della Libertà con la maschera infranta), Adam Ballantyne (Figlio della Libertà #1), Stephanie Cho (madre aliena), Arran Henn (anchorman), Sean Hewlett (Franklin), Madeleine Kelders (reporter #1), Ariah Lee (bambina aliena), Jaymee Mak (Mackenzie), Shawn Stewart (alieno robusto).

- Ascolti USA: telespettatori 1 050 000[17]

## L'uomo del domani
- Titolo originale: O Brother, Where Art Thou?
- Diretto da: Tawnia McKiernan
- Scritto da: Derek Simon e Nicki Holcomb

### Trama
James, colpito alla schiena da un sicario, viene ricoverato in ospedale in gravissime condizioni, e sua sorella Kelly è costretta ad autorizzare un intervento chirurgico che lo salverà, lasciandolo però paralizzato. Alex tenta di convincerla a prendere tempo per dare a Lena la possibilità di completare il siero dell'Harun-El, che potrebbe guarirlo completamente, ma Kelly rifiuta di fidarsi di una Luthor. I protagonisti reagiscono ognuno a modo loro alla situazione: Kara tenta di tenersi impegnata, Alex si confida con Kelly, Nia e Brainy trovano conforto l'uno nell'altra e J'onn prosegue la caccia a Manchester. Nel frattempo, Lex Luthor, arrestato quattro anni prima, ha contratto il cancro a causa dell'esposizione alla kryptonite; ormai morente, Lex chiede aiuto a Lena, la quale accetta in cambio della collaborazione del fratello per completare il siero e salvare James. J'onn è convinto che sia stato Manchester a colpire James e tenta di rintracciarlo, ma tra il marziano e l'inglese si è ormai stabilita una fortissima connessione telepatica e Manchester ne approfitta per leggere nella mente di J'onn, riuscendo ad impadronirsi del potentissimo bastone di Kolar. Manchester, forte dei poteri del bastone e dell'anello della Legione di Brainy, attacca la centrale idroelettrica di National City, forzando J'onn ad affrontarlo e, infine, ad ucciderlo; J'onn, a questo punto, è costretto ad ammettere a se stesso di non essere l'uomo di pace che ha cercato di essere e di aver in realtà perso la sfida contro Manchester. L'attacco alla centrale provoca un'interruzione di corrente che costringe i medici ad interrompere l'intervento di James, ma Lena interviene e riesce a salvarlo iniettandogli il siero, che è infine riuscita a completare. James si riprende, ma Lena capisce che non è stato il danno alla centrale a interrompere la corrente, bensì lo stesso Lex: quest'ultimo aveva infatti bisogno del siero dell'Harun-El per guarire e ha orchestrato l'aggressione a James al solo scopo di spingere Lena a completare il farmaco. Il sorvegliante di Lex è in realtà Otis Graves, mascherato grazie ad un induttore d'immagine, e anche Eve, l'assistente di Lena, si scopre essere sua complice sin dall'inizio, avendo somministrato in gran segreto il siero a Lex mentre Lena era impegnata a salvare James. Di nuovo libero, Lex neutralizza la sorella e si appresta a fuggire, ma s'imbatte in Supergirl, pronta ad affrontarlo.
- Special guest star: Jon Cryer (Lex Luthor).
- Guest star: David Ajala (Manchester Black), Robert Baker (Otis Graves), Azie Tesfai (Kelly Olsen), Andrea Brooks (Eve Tessmacher), William MacDonald (dott. Kaplan).
- Altri interpreti: Byron Brisco (guardia #2), Christina Lewall (medico), Lincoln McGowan (guardia), Amos Stern (guardia #3).

- Ascolti USA: telespettatori 1 070 000[18]

## La casata degli El
- Titolo originale: The House of L
- Diretto da: Carl Seaton
- Scritto da: Dana Horgan e Eric Carrasco

### Trama
L'episodio racconta le origini di Red Daughter, la sosia di Supergirl al servizio della Kaznia. Tre anni prima, Lex Luthor viene condannato all'ergastolo a Stryker Island in un processo a cui testimoniano, tra gli altri, Lena e James. In prigione, Lex viene visitato da Eve Tessmacher, sua ammiratrice da sempre, e la incarica d'infiltrarsi prima alla CatCo per tenere d'occhio James e successivamente, con l'arrivo di Lena a National City, alla L-Corp. La scena si sposta quindi a sei mesi prima degli eventi del presente, quando Lex, nel frattempo riuscito a corrompere il direttore di Stryker Island, viene contattato dalle alte sfere militari kazniane che lo informano della comparsa della sosia di Supergirl, generatasi nel momento in cui l'Harun-El ha separato Samantha Arias da Reign: la Pietra Nera, infatti, altro non è che una varietà di kryptonite in grado di sdoppiare i kryptoniani. La sosia è completamente priva di memoria e la Kaznia chiede aiuto a Lex per addestrarla in modo da utilizzarla come arma contro gli americani. Lex accetta con l'obiettivo segreto di fomentare la guerra, sventare lui stesso la minaccia e quindi divenire un eroe agli occhi degli americani, di fatto conquistandone il consenso; il piano prevede il progressivo aumento della tensione su entrambi i lati, addestrando Red Daughter in Kaznia e alimentando l'odio verso gli alieni in America grazie alle attività dei fratelli Graves e, successivamente, di Ben Lockwood e dei suoi Figli della Libertà. Lex conquista la fiducia di Red Daughter e tenta di convincerla che Supergirl è malvagia; la sosia, inizialmente, gli crede, ma quando Lex le fa visitare in incognito National City e l'appartamento di Kara per istruirla ad odiare il suo presunto nemico, capisce che Supergirl è in realtà una persona buona e inizia ad avere dei ripensamenti. Lex, allora, tramite Otis inscena un attacco da parte degli americani in cui viene apparentemente ucciso Mikhail, un bambino amico di Red Daughter, riaccendendo l'odio della sosia, che riprende l'addestramento più combattiva che mai. Qualche tempo dopo, Red Daughter si sente male e Lex decide di usare il siero dell'Harun-El per guarirla; a tale scopo, Lex si induce un cancro e orchestra il tentato omicidio di James per manipolare Lena, spingendola a completare il farmaco. Riuscito a impadronirsi del siero e a fuggire, Lex viene affrontato da Supergirl, che tuttavia non riesce a fermarlo perché il siero ha conferito a Lex forza e resistenza sovrumane. Rientrato in Kaznia, Lex salva Red Daughter con una trasfusione del proprio sangue contenente il siero; Red Daughter è ora pronta ad attaccare National City.
- Special guest star: Jon Cryer (Lex Luthor).
- Guest star: Robert Baker (Otis Graves), Andrea Brooks (Eve Tessmacher), Gabriel Gurevich (Mikhail).
- Altri interpreti: Reese Alexander (guardia), Candus Churchill (giudice), Casey Dudley (Bailiff), Aaran Henn (reporter), Raphael Kepinski (generale kazniano), Rady Panov (soldato kazniano #1), Sasha Piltsin (soldato kazniano #2), Alexander Vishniakoff (Ministro della Difesa), VG Winter (marinaio).

- Note:
  - Il personaggio di Red Daughter e il titolo originale dell'episodio sono entrambi riferimenti a Superman: Red Son, storia di Mark Miller ambientata in una realtà alternativa dove la capsula di Superman è precipitata in Ucraina e il kryptoniano è diventato un eroe sovietico.
  - Durante il suo viaggio a National City, Red Daughter usa l'alias di "Linda Lee", ovvero l'identità segreta originale di Supergirl nei fumetti della Silver Age.

- Ascolti USA: telespettatori 1 120 000[19]

## Eve contro Eve
- Titolo originale: All About Eve
- Diretto da: Ben Bray
- Scritto da: Gabriel Llanas

### Trama
J'onn, caduto in una profonda crisi interiore dopo aver ucciso Manchester, sente di aver fallito come uomo di pace e custode spirituale dei simboli che racchiudono le memorie marziane e chiede consiglio al padre; lo spirito di M'yrnn riesce a fargli capire che l'unica cosa importante è che J'onn accetti la sua vera natura, ossia quella di un guerriero, e J'onn, finalmente in pace con se stesso, decide di riportare i simboli su Marte in attesa di trovare un custode. Lex si è dato alla macchia e Supergirl, Alex e Lena concludono che il modo migliore per scovarlo è riuscire a trovare Eve. Il trio rintraccia Bitsie, la cugina di Eve, scoprendo che quest'ultima è riuscita a guarirla da un tumore grazie al siero dell'Harun-El. Bitsie rivela che Eve lavorava all'università di National City, dove gestiva un laboratorio in cui è riuscita a riprodurre il siero, e i registri mostrano che ha sfruttato le ricerche di Cadmus per riportare in vita Otis Graves grazie al protocollo Metallo; nel laboratorio viene ritrovata anche la pistola che ha sparato a James, provando che il sicario era proprio Eve. Sapendo che il coinvolgimento di Otis implica un collegamento tra Lex e l'Agente Libertà, Supergirl decide di andare a Washington per parlare con Lockwood, impegnato a presentare al Congresso la proposta di abrogazione dell'amnistia aliena, ma prima informa James che è stata Eve a cercare di ucciderlo; James, che minimizza l'accaduto nonostante Kelly, che è una psicologa, si accorga che in realtà non ha superato il trauma, è a questo punto costretto ad ammettere a se stesso di aver bisogno di aiuto. A Washington, l'amnistia viene abrogata grazie al voto decisivo della senatrice Granberry, inizialmente contraria ma costretta da Eve a schierarsi con Lockwood; Supergirl si precipita a Washington per catturare Eve mentre Lena riesce a estorcere informazioni a Lillian rivelandole che Lex aveva intenzione di ucciderla. Eve riesce a neutralizzare Supergirl con un'armatura contenente kryptonite, dando modo a Red Daughter di attaccare la Casa Bianca nei panni della sua controparte, così da far sembrare che Supergirl abbia attaccato in ritorsione all'abrogazione dell'amnistia; il presidente Baker, a questo punto, proclama la legge marziale e dichiara Supergirl nemico pubblico della nazione. Supergirl non può contare su J'onn, partito per Marte, ma Lena e Alex le promettono di aiutarla a scagionarsi.
- Guest star: Bruce Boxleitner (presidente Baker), Carl Lumbly (M'yrnn J'onzz), Brenda Strong (Lillian Luthor), Azie Tesfai (Kelly Olsen), Andrea Brooks (Eve Tessmacher), Graham Verchere (George Lockwood), Jill Morrison (Bitsie Tessmacher), Donna Benedicto (agente DEO), Françoise Robertson (Sarah Walker), Karin Konoval (senatrice Granberry).
- Altri interpreti: Sunny Chen (passante), Jaymee Mak (Mackenzie).

- Ascolti USA: telespettatori 1 060 000[20]

## Delitto e castigo
- Titolo originale: Crime and Punishment
- Diretto da: Antonio Negret
- Scritto da: Rob Wright

### Trama
James accetta di entrare in terapia e scopre che le sensazioni che sperimenta durante gli attacchi di panico sono provocate dal siero dell'Harun-El, che gli ha conferito abilità sovrumane. Lockwood, dietro mandato presidenziale, ordina al DEO di mettere in piedi una trappola per catturare Supergirl; Alex si accorge che la Haley, in realtà, crede all'innocenza di Supergirl e la esorta a non sottomettersi. Il colonnello, inizialmente, rifiuta e collabora con Lockwood, ma alla fine capisce con amarezza di non dovere più alcuna lealtà ad un governo ormai corrotto e sabota il piano, salvando Supergirl; furibondo, il presidente Baker ordina a Lockwood di istituzionalizzare i Figli della Libertà. Brainy, da parte sua, ora che Lockwood ha libero accesso al DEO, è incerto se cancellare o meno il registro degli alieni, consapevole delle possibili ripercussioni sia in un caso che nell'altro; alla fine, dopo essersi consultato con Nia, sceglie di fare la cosa più coraggiosa, ovvero eliminare il registro conservandone una copia, cosa che però farà di lui un bersaglio. Lena, grazie alle informazioni di Lillian, ha scoperto che Lex ha corrotto il direttore di Stryker Island, che in cambio di denaro gli garantiva libero movimento dentro e fuori dal carcere; assieme a Supergirl, Lena si reca a Stryker Island e ottiene di poter perquisire la cella del fratello in cerca d'indizi. Lex, informato grazie ad un allarme nascosto nella cella, manda Otis Graves a sistemare le cose: Otis scatena dunque una rivolta dei detenuti e Supergirl si occupa di lui mentre Lena prosegue con l'ispezione, scoprendo l'esistenza di un laboratorio segreto. Otis, ora un cyborg simile a Metallo, è equipaggiato con un generatore ad emissione di kryptonite e Supergirl, in netta difficoltà, riesce a tirarsi fuori dai guai ricorrendo alla sua identità segreta, che Otis non conosce. Kara, ancora nei suoi panni civili, s'imbatte poi in Steve Lomeli, il vicino di cella di Lex, un esperto informatico condannato per aver divulgato informazioni governative: Lomeli disprezza Supergirl, che ritiene arrogante e pericolosa quanto Lex, mentre ammira Kara Danvers per il suo lavoro al servizio delle persone, cosa che contribuisce a far riflettere la ragazza. La Guardia Nazionale irrompe per catturare Supergirl e attacca il carcere senza curarsi dei detenuti; Kara, di nuovo nei panni di Supergirl, evita il peggio e la rivolta viene sedata senza vittime, ma successivamente sarà proprio lei ad essere accusata dell'accaduto. Lex attiva l'autodistruzione del generatore di Otis, eliminando il laboratorio a Stryker Island; l'uomo verrà riportato in vita da Eve, che provvede a riparare il generatore. Kara, dopo l'incontro con Lomeli, capisce di poter essere più utile come semplice giornalista e decide di smettere temporaneamente i panni di Supergirl; più tardi, la ragazza ottiene un'intervista con Lomeli e l'uomo le fornisce di buon grado i dati contenuti nell'hardware di Lex, andato perduto nella distruzione del laboratorio. 
- Guest star: Bruce Boxleitner (presidente Baker), Robert Baker (Otis Graves), Azie Tesfai (Kelly Olsen), Andrea Brooks (Eve Tessmacher), Françoise Robertson (Sarah Walker), Parveen Dosanjh (dott. Park), Willie Garson (Steve Lomeli).
- Altri interpreti: Reese Alexander (direttore), William Belleau (prigioniero arrabbiato), Jason Mempong (Moe), Michael Brian (Dan), Chris Cochrane (Lou), Norah Dobbyn (Lena da bambina), Koby Hoivik (Lex da ragazzo), Sean Kuling (guardia DEO), Mia Fiona Kut (Anne), Jaymee Mak (Mackenzie), Donald Sales (capitano), Jesse Stretch (prigioniero arrogante).

- Ascolti USA: telespettatori 990 000[21]

## American dreamer
- Titolo originale: American Dreamer
- Diretto da: David Harewood
- Scritto da: Dana Horgan

### Trama
James non riesce a controllare i suoi poteri a causa degli attacchi di panico; Brainy s'inserisce nella mente dell'amico e scopre che la vera origine di tutto, riemersa in seguito all'attentato, è una triste esperienza che impedì a James, da bambino, di partecipare al funerale del padre. Grazie a Kelly, James riesce ad affrontare e a vincere il suo trauma, che alla fine si rivelerà nient'altro che la sua vergogna per non essersi ribellato alle prepotenze di alcuni ragazzini che gli avevano impedito di prendere parte alla cerimonia. Kara, intanto, prosegue la sua inchiesta su Lex e nel frattempo Dreamer sostituisce Supergirl in qualità di eroina di National City; con l'entrata in vigore della legge marziale, però, anche le azioni di Dreamer sono considerate illegali e Lockwood, che ha preso il controllo del DEO e sta rastrellando l'intera popolazione aliena, è deciso a catturarla. Durante la perquisizione a Stryker Island, Kara ha trovato le prove del coinvolgimento di Lex con una società, la Amertek; esaminando i dati forniti da Steven Lomeli, inoltre, Kara scopre che un dipendente della Amertek, Sebastian Melmoth, ha utilizzato fondi della L-Corp per acquistare una base militare. Kara si rivolge a Lena, ma l'amica, delusa di non aver potuto contare su di lei in seguito al tradimento di Lex e Eve, rifiuta di darle una mano. Franklin, un collega alieno di Kara, mette in contatto la ragazza con sua sorella Edna, impiegata presso la Amertek, ma la donna teme ripercussioni da parte del regime di Lockwood e non vuole collaborare. Kara, allora, nel tentativo di mettere fine al clima di terrore, intervista Dreamer, che essendo figlia di un'aliena e di un terrestre può diventare un simbolo in grado di ridare a tutti il coraggio e la speranza. L'intervista, seguita dall'intera National City, contribuirà a far riflettere molte persone: George Lockwood si schiera contro il padre per aiutare un suo amico alieno, Edna fornisce i documenti sull'acquisizione e Lena si chiarisce con Kara, avendo infine capito di aver sfogato ingiustamente sull'amica la propria rabbia per essersi lasciata usare da Lex. Lockwood fa irruzione alla CatCo per arrestare Dreamer; la situazione verrà risolta da James, ormai nel pieno controllo dei suoi poteri. Riappacificatesi, Lena e Kara esaminano le informazioni avute da Edna e Lena capisce che Sebastian Melmoth non è altri che lo stesso Lex, il quale ha infatti utilizzato la Amertek come copertura per l'acquisto della base; decodificando il nome della località in cui si trova l'installazione, inoltre, le due scoprono che la base si trova in Kaznia. L'episodio si chiude con la morte di Lydia Lockwood, uccisa da un'aliena in ritorsione all'arresto del marito da parte dei Figli della Libertà; furibondo e in lacrime, Lockwood giura di vendicarla.
- Guest star: Azie Tesfai (Kelly Olsen), Graham Verchere (George Lockwood), Sarah Smyth (Lydia Lockwood), Emily Tennant (Edna), Carl Lumbly (M'yrnn J'onzz).
- Altri interpreti: Adam Ballantyne (secondo saccheggiatore), Steel Bey (Charlie), Christine Bortolin (donna aliena), Marci Chimich (addetta delle pompe funebri), Keith Dallas (Al), Ryan Hesp (agente DEO), Sean Hewlett (Franklin), Solomon Irama (bullo #2), Marlon Kazadi (James da bambino), Ava Kelders (ragazza aliena), Dylan Poyser (bullo #1), Alex Stines (bullo #1), Julie Webster (donna), Ryan Williams (Marcus).

- Ascolti USA: telespettatori 1 140 000[22]

## Cloni e tradimenti
- Titolo originale: Will the Real Miss Tessmacher Please Stand Up?
- Diretto da: Shannon Kohli
- Scritto da: Derek Simon

### Trama
James mette alla prova i suoi poteri alla Fortezza della Solitudine; Alex, intanto, ottiene finalmente la possibilità di adottare un bambino, frutto di una gravidanza indesiderata, ma all'ultimo istante la madre biologica sceglie di non dare il piccolo in affidamento. Alex ha il cuore a pezzi e vorrebbe rinunciare al suo sogno di avere dei figli, sentendo di non poter sopportare altre delusioni, ma Kelly la esorta a non perdersi d'animo. Kara e Lena si recano in Kaznia e perquisiscono la base di Lex, ora abbandonata, scoprendo l'esistenza della Red Daughter e raccogliendo le prove della collaborazione di Lex con il governo locale per scatenare la sosia sull'America; esaminando la stanza della Red Daughter, inoltre, Kara capisce che Lex è a conoscenza della sua identità segreta. La ragazza, a questo punto, si rende conto che è solo una questione di tempo prima che anche Lena scopra la verità e decide di confessarle ogni cosa non appena tutto sarà finito, pur consapevole che l'amica la odierà per averle mentito. Eve, mandata da Lex a cancellare le prove, attiva l'autodistruzione della base; Kara e Lena tentano di fermarla, ma Eve riesce a depistarle creando una serie di cloni di se stessa, ottenuti replicando i poteri di un prigioniero alieno del DEO, e le due riescono a malapena a scampare all'esplosione.  Il DEO rintraccia l'aliena che ha assassinato Lydia Lockwood in un rifugio clandestino nei bassifondi di National City; Lockwood guida personalmente una squadra per stanare e catturare tutti gli extraterrestri, ma viene affrontato da Guardian e Dreamer. Gli agenti del DEO, esortati da Brainy, rifiutano di arrestare i due eroi e Lockwood, deciso a catturarli a tutti i costi, si inietta una dose di siero dell'Harun-El. Grazie ai poteri ottenuti dal siero, Lockwood ha la meglio, ma viene infine fermato da J'onn, che lo mette fuori combattimento, dando modo al DEO di far fuggire gli alieni. Più tardi, Lockwood si scusa con George per non essere stato presente al funerale di Lydia, ma il ragazzo, furibondo, lo respinge, ricordandogli che è stato proprio lui a causare la catena d'odio e violenza che ha portato alla morte della madre. Rientrata in America, Kara consegna al presidente Baker le prove del complotto di Lex, avvertendolo inoltre che c'è una talpa nel governo; Baker la ringrazia per il suo lavoro, dopodiché la fa catturare, rivelandosi a sua volta complice di Lex.
- Guest star: Bruce Boxleitner (presidente Baker), Azie Tesfai (Kelly Olsen), Andrea Brooks (Eve Tessmacher), Graham Verchere (George Lockwood), Michael Adamthwaite (Cooper), Donna Benedicto (agente DEO).
- Altri interpreti: Christine Bortolin (donna aliena).

- Nota. Nella scena sull'aereo, dopo aver messo fuori combattimento una dei cloni di Eve, Lena commenta ironicamente, rivolta all'avversaria: "Un serpente su un aereo". Si tratta di un riferimento al film Snakes on a plane.

- Ascolti USA: telespettatori 1 050 000[23]

## Alba rossa
- Titolo originale: Red Dawn
- Diretto da: Alexis Ostrander
- Scritto da: Lindsay Sturman

### Trama
Kara, catturata dagli uomini di Baker, scopre che il presidente è in combutta con Lex e ha cancellato tutte le prove contro di lui. Red Daughter viene mandata a finirla, ma Kara, sfruttando la propria maggiore resistenza alla kryptonite, riesce a liberarsi e a fuggire. Kara, demoralizzata, sente di non poter reggere la situazione da sola e vorrebbe poter contare di nuovo su Alex, ma J'onn l'avverte che la psiche di Alex si è ormai adattata e il recupero della memoria potrebbe portarla alla pazzia. Lena, intanto, informa Alex del piano di Lex e dei suoi esperimenti sugli alieni per incanalarne i poteri; Brainy, J'onn e Dreamer decidono di rintracciare gli alieni per poter arrivare a Lex e, grazie ad una visione di Dreamer, scoprono che essi sono tenuti prigionieri in una struttura della Amertek, da cui vengono poi deportati in un luogo segreto attraverso un portale. Brainy e Dreamer vengono catturati mentre cercano di infiltrarsi alla base e Brainy subisce una serie di torture che finiscono letteralmente per riprogrammarlo, privandolo di ogni emozione e rendendolo freddo, logico e spietato; convinto dalla sua nuova programmazione, Brainy non esita perciò a consegnare Dreamer e J'onn in modo che vengano deportati assieme agli altri prigionieri, così che Dreamer sia in grado di comunicargli la posizione della base oltre il portale. Lena interroga Lockwood, ma scopre che il segretario è completamente all'oscuro dei piani di Lex; come se non bastasse, il suo corpo sta rigettando l'Harun-El, e Lena fa liberare Lillian per mettere a punto un modo per estrarre il siero. Lena e James pedinano Lockwood fino alla base della Amertek, dove trovano Otis Graves. Quest'ultimo intende uccidere Lockwood, ormai inutile ora che la guerra tra l'America e la Kaznia è imminente, ma verrà fermato da James ed eliminato dallo stesso Lockwood. Anche James inizia a rigettare il siero, ma rifiuta di permetterne l'estrazione, deciso ad usarne il potere per fermare Lex; Lena, pur se angosciata, acconsente e permette a Lillian di iniettargli un'altra dose di Harun-El per stabilizzarlo, anche se l'effetto sarà solo temporaneo. Supergirl, con l'aiuto di Alex e del colonnello Haley, che ha infine deciso di schierarsi con loro, localizza il nascondiglio di Red Daughter, ma scopre che la sosia è andata a Midvale e ha preso in ostaggio Eliza per costringerla ad affrontarla; Supergirl e Red Daughter si scontrano, ma la sosia è equipaggiata con uno speciale costume creato con la tecnologia Claymore e riesce a sconfiggere l'eroina. Alex assiste al duello e recupera finalmente tutti i propri ricordi, che già avevano iniziato ad affiorare: le sorelle sono finalmente riunite. Red Daughter sferra infine il suo attacco contro l'America e viene fermata da Lex, il quale viene proclamato eroe della patria da Baker; l'episodio si chiude con Lex che mostra a tutto il mondo il cadavere di Red Daughter. 
- Special guest star: Helen Slater (Eliza Danvers).
- Guest star: Bruce Boxleitner (presidente Baker), Brenda Strong (Lillian Luthor), Robert Baker (Otis Graves), Azie Tesfai (Kelly Olsen), Izabela Vidovic (Kara Zor-El da ragazza), Olivia Nikkanen (Alex Danvers da ragazza), Andrea Brooks (Eve Tessmacher).
- Altri interpreti: Mark Krysko (capo delle guardie), Al McFoster (agente), J-C Roy (guardia #1), Sterling Schneider (Greta), Colby Wilson (guardia #2).

- Ascolti USA: telespettatori 1 110 000[24]

## La ricerca della pace
- Titolo originale: The Quest for Peace
- Diretto da: Jesse Warn
- Scritto da: Robert Rovner e Jessica Queller

### Trama
La puntata si apre con un flashback: Lex e Eve creano un'armatura potenziata con l'energia dei prigionieri alieni, dopodiché la Kaznia, al segnale di Lex, sferra il proprio attacco all'America proprio nel momento in cui Red Daughter sconfigge Supergirl. Lex, grazie all'armatura, distrugge l'esercito kazniano e uccide Red Daughter, presentandone poi il corpo a tutto il mondo così da far credere che sia stata Supergirl a condurre l'invasione. Di nuovo nel presente, Lex è diventato un eroe nazionale e il presidente Baker lo nomina Segretario degli Affari Alieni al posto dell'ormai inutile Lockwood, che ora trama vendetta. Lex convoca Lena e Lillian alla Casa Bianca e le informa di avere intenzione di sfruttare i prigionieri alieni come nuova fonte energetica: la prima batteria verrà utilizzata per caricare un nuovo satellite Claymore che distruggerà Argo, su cui ora si trova Superman. Nel frattempo, però, Kara, grazie all'aiuto di Brainy, riesce a recuperare le prove eliminate da Baker e a svelare a tutto il mondo l'inganno di Lex e del presidente. J'onn e Dreamer sono stati deportati a Shelley Island, dove gli alieni catturati da Lex vengono impiegati nella costruzione delle celle energetiche e dove si trova il centro controllo di Claymore; grazie ad un diversivo creato da J'onn con l'aiuto degli altri prigionieri, Dreamer riesce ad informare Kara, Alex, James e Brainy. Gli eroi si recano a Shelley Island; J'onn, Dreamer e Brainy disattivano Claymore mentre Supergirl, Alex e Guardian si occupano di Lockwood e dei Figli della Libertà, giunti fin lì per vendicarsi di Lex. Quest'ultimo, informato del malfunzionamento di Claymore, si precipita a Shelley Island e viene affrontato da Supergirl. L'eroina ha la peggio, ma viene salvata dal tempestivo intervento di Red Daughter, in realtà sopravvissuta all'attacco di Lex e utilizzata come fonte energetica per Claymore. Red Daughter, che ha infine capito di essere stata soltanto usata da Lex, muore investita da un raggio di kryptonite destinato a Supergirl e la sua energia, per effetto dell'Harun-El, torna a Kara, potenziandola e permettendole di sconfiggere Lex; quest'ultimo, riuscito a fuggire, viene infine ucciso da Lena, ma prima di morire rivela alla sorella che Kara è Supergirl, lasciandola furibonda e sconvolta. Brainy estrae l'Harun-El da Lockwood, che viene arrestato, e da James; il presidente Baker viene destituito e il colonnello Haley, nominata provvisoriamente Segretario degli Affari Alieni, rende nuovamente esecutiva la legge d'amnistia; tra Alex e Kelly nasce del tenero e anche Brainy, di nuovo in sé, riesce finalmente a dichiararsi a Nia. Eve Tessmacher, latitante, viene avvicinata da una donna e dalla conversazione si scopre che Eve, in realtà, lavorava alle spalle di Lex per conto di una misteriosa organizzazione, Leviathan. La stagione si chiude con l'arrivo sulla Terra di un malvagio Marziano Verde, portato da Monitor, intenzionato ad uccidere J'onn; Monitor gli promette di aiutarlo, ma prima recupera il corpo di Lex Luthor.
- Special guest star: Jon Cryer (Lex Luthor), Helen Slater (Eliza Danvers).
- Guest star: Bruce Boxleitner (presidente Baker), Brenda Strong (Lillian Luthor), Azie Tesfai (Kelly Olsen), Andrea Brooks (Eve Tessmacher), Graham Verchere (George Lockwood), LaMonica Garrett (Monitor), Françoise Robertson (Sarah Walker), Patti Allan (agente Leviathan).
- Altri interpreti: Phil LaMarr (marziano malvagio), Fraser Aitcheson (capo delle guardie), Steel Bey (Charlie), George Boutros (alieno), Keith Dallas (Al), Darcy Hinds (guardia della stanza di controllo), Raphael Kepinski (generale kazniano), Kapila Rego (assistente di Lena).

- Ascolti USA: telespettatori 1 070 000[25]